# Partito Socialista Romeno
Il Partito Socialista Romeno (PSR), precedentemente denominato Partito dell'Alleanza Socialista o Partito Alternativo Socialista, è un partito politico romeno.
Il partito è stato fondato nel 2003 dai membri del Partito Socialista del Lavoro (PSM) che non avevano aderito al Partito Social Democratico (PSD) dopo la fusione decisa da Ion Sasu. Il Presidente del partito è Constantin Rotaru.
Dopo il 2004, il PSR ha cominciato a fondersi con altri partiti di sinistra (Partito dei Lavoratori Romeno, Partito Socialista Unificato).
Dal 2004 il PSR ha partecipato a tutte le elezioni ad eccezione delle elezioni parlamentari del 2008 e alle elezioni europee del 2009 . Ha ottenuto il miglior risultato alle elezioni europee del 2007, quando ha ottenuto lo 0,55% dei voti.
Nel 2024 ha costituito una coalizione chiamata "Romania Socialista" con il Partito Social Democratico dei Lavoratori, al fine di partecipare alle elezioni europee del mese di giugno.

## Tentativo di cambiare il nome in PCR
Nel luglio 2010, il partito ha deciso di cambiare nome in Partito Comunista Romeno, ma gli venne vietato dalla Corte d'Appello di Bucarest.
Il PAS ha mantenuto dunque il nome precedente e ha partecipato alle elezioni con tale nome.

## Affiliazione Internazionale
A livello internazionale il partito è affiliato al Partito della Sinistra Europea (SE). Sostiene posizioni politiche di sinistra radicale. Il PSR rappresenta la Romania e le posizioni politiche della SE, che secondo lo statuto sono le dottrine del socialismo democratico, contro il neoliberismo. Il libero mercato è consentito in tutti i settori, ma il governo deve difendere il carattere sociale dello Stato. Il PSR sostiene il pluralismo politico, la democrazia e il costituzionalismo.

## Cambio di nome
Il 30 aprile 2015, il Tribunale di Bucarest ha emesso una nuova sentenza per rinominare il partito. Il partito ha cambiato il suo nome in Partito Socialista Romeno (PSR).

## Risultati elettorali
| Elezione          | Elezione     | Voti   | %    | Seggi   |
| ----------------- | ------------ | ------ | ---- | ------- |
| Parlamentari 2004 | Camera       | 28.429 | 0,27 | 0 / 332 |
| Parlamentari 2004 | Senato       | 37.019 | 0,36 | 0 / 137 |
| Europee 2007      | Europee 2007 | 28.484 | 0,55 | 0 / 35  |
| Parlamentari 2012 | Camera       | 2.331  | 0,03 | 0 / 412 |
| Parlamentari 2012 | Senato       | 2.171  | 0,02 | 0 / 176 |
| Europee 2014      | Europee 2014 | 9.803  | 0,17 | 0 / 32  |
| Parlamentari 2016 | Camera       | 24,580 | 0,35 | 0 / 329 |
| Parlamentari 2016 | Senato       | 32.808 | 0,47 | 0 / 136 |
| Europee 2019      | Europee 2019 | 40.435 | 0,45 | 0 / 32  |
| Parlamentari 2020 | Camera       | 19.695 | 0,33 | 0 / 329 |
| Parlamentari 2020 | Senato       | 23.094 | 0,39 | 0 / 136 |
| Europee 2024      | Europee 2024 | 37.119 | 0,42 | 0 / 33  |
| Parlamentari 2024 | Camera       | 12.849 | 0,14 | 0 / 331 |
| Parlamentari 2024 | Senato       | 16.256 | 0,18 | 0 / 136 |
| 1. 2.             |              |        |      |         |

| Elezione           | Elezione | Candidato         | Voti   | %    | Esito                 |
| ------------------ | -------- | ----------------- | ------ | ---- | --------------------- |
| Presidenziali 2009 | I turno  | Constantin Rotaru | 43.684 | 0,45 | ❌ Non eletta/o (9º)  |
| Presidenziali 2014 | I turno  | Constantin Rotaru | 28.805 | 0,30 | ❌ Non eletta/o (13º) |